# ایکینجی ایپک
ایکینجی ایپک (به ترکی آذربایجانی: İkinci İpək) یک منطقه مسکونی در جمهوری آذربایجان است که در شهرستان لاچین واقع شده است.